# Sokobanja
Sokobanja (ćirilično Сокобања) je grad i središte istoimene općine u Republici Srbiji. Nalazi se u Središnjoj Srbiji i pripada Zaječarskom okrugu. Grad je poznati turistički centar.

## Zemljopis
Grad se nalazi na visini od 400 m nadmorske visine i prostire se na 525 km². Kroz Sokobanju protiče rijeka Sokobanjska Moravica.

## Stanovništvo
Prema popisu stanovništva iz 2002. godine u gradu živi 8.407 stanovnika.
| Etnički sastav 2002. |            |        |
| Narod                | Stanovnika | %      |
| Srbi                 | 8.059      | 95,86% |
| Romi                 | 122        | 1,33%  |
| Crnogorci            | 61         | 0,72%  |
| Makedonci            | 24         | 0,28%  |
| Jugoslaveni          | 15         | 0,17%  |
| Goranci              | 10         | 0,11%  |
| Albanci              | 9          | 0,10%  |
| Vlasi                | 8          | 0,09%  |
| Hrvati               | 7          | 0,08%  |
| Muslimani            | 7          | 0,08%  |
| ostali               | 13         | 0,15%  |
| nepoznato            | 50         | 0,59%  |

| broj stanovnika | 3370  | 3984  | 4227  | 5554  | 7204  | 8439  | 8407  |
|                 | 1948. | 1953. | 1961. | 1971. | 1981. | 1991. | 2002. |

## Gradovi prijatelji
- Hódmezővásárhely, Mađarska
- Metaxata, Grčka
- Tamar, Izrael

## Vanjske poveznice
- Portal Sokobanje
- Općina Sokobanja